# Saint Setni
Saint Setni est un évêque des VIe et VIIe siècles. Saint Elouan le rencontrant, le pria de rester avec lui, vu que la nuit venait ; le prélat lui répondant que son absence inquiéterait ses frères, et qu'il le priait plutôt de prolonger le jour, jusqu'à ce qu'il les eut rejoints, Elouan obtint cette faveur du ciel. Cela fut considéré comme un miracle.